# Ctenolophonaceae
Ctenolophonaceae is een botanische naam, voor een familie van tweezaadlobbige planten. Een familie onder deze naam wordt vrij zelden erkend door systemen voor plantentaxonomie, maar wel door het APG-systeem (1998), dat de familie niet in een orde plaatst, en het APG II-systeem (2003) dat haar in de orde Malpighiales plaatst.
Het gaat om een heel kleine familie, van slechts enkele soorten, bomen in de tropen.
Het Cronquist systeem (1981) erkende niet een familie onder deze naam.